# Fort Defiance (Arizona)
Fort Defiance – jednostka osadnicza w Stanach Zjednoczonych, w stanie Arizona, w hrabstwie Apache.